# Tepuítinamo
Tepuítinamo (Crypturellus ptaritepui) är en fågel i familjen tinamoer inom ordningen tinamofåglar.

## Utbredning och systematik
Fågeln förekommer på platåbergen Ptari-Tepui och Sororopán-Tepui i södra Venezuela. Den behandlas som monotypisk, det vill säga att den inte delas in i några underarter.

## Status
IUCN kategoriserar arten som livskraftig.

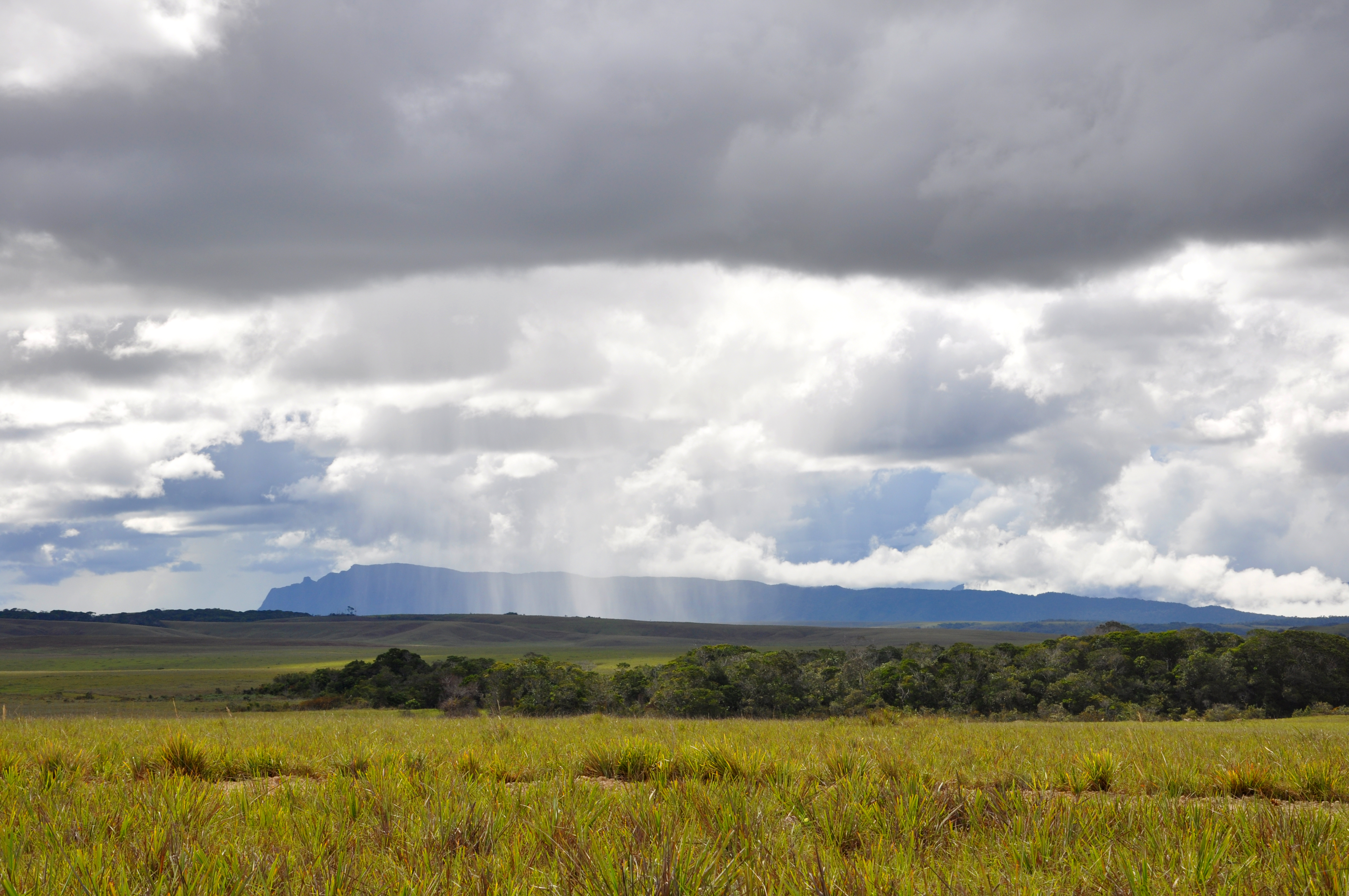
Sororopán, en av de två platåberg som fågeln förekommer på i Venezuela.

## Namn
Tepuíer är platåbergen i Guyanaregionens högland, speciellt i Venezuela.